# 蕾切尔·麦奎兰
蕾切尔·麦奎兰（英語：Rachel McQuillan，1971年12月2日—），澳大利亚已退役女子网球运动员。她曾代表澳大利亚参加1992年和1996年夏季奥林匹克运动会网球比赛，其中1992年奥运会获得一枚铜牌。